# Lichos
Lichos é uma comuna francesa na região administrativa da Nova Aquitânia, no departamento dos Pirenéus Atlânticos. Estende-se por uma área de 3,4 km². Em 2010 a comuna tinha 135 habitantes (densidade: 39,7 hab./km²).